# Auguste a Louis Lumièrové

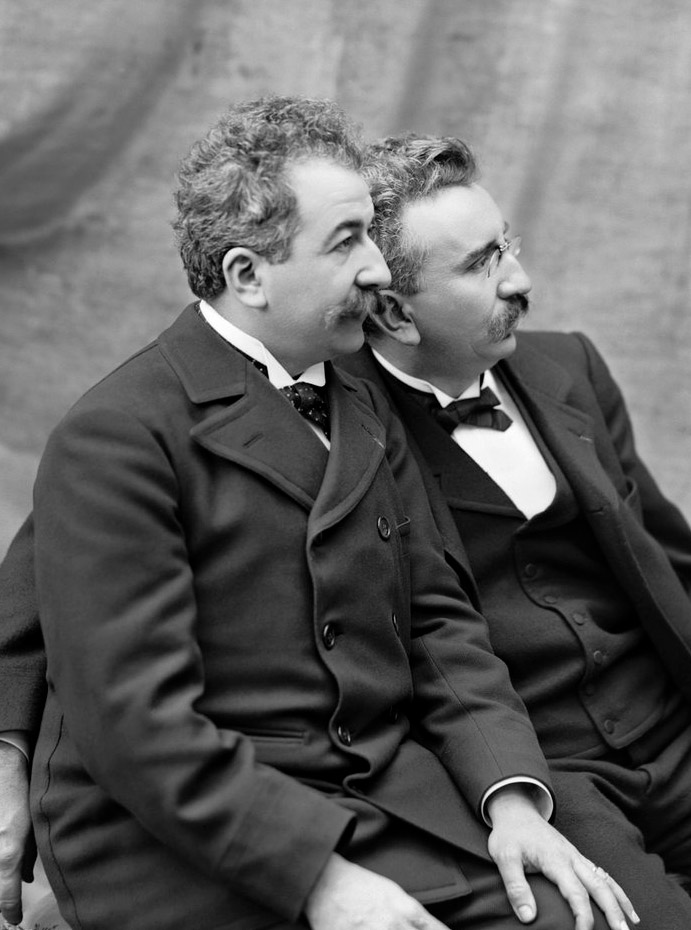
August Lumière (vlevo) a Louis Lumière (vpravo)

Bratři Lumièrové, Auguste Marie Louis Nicholas Lumière (19. října 1862, Besançon, Francie – 10. dubna 1954, Lyon) a Louis Jean Lumière (5. října 1864, Besançon, Francie – 6. června 1948, Bandol, region  Provence-Alpes-Côte d'Azur), patřili mezi první filmové tvůrce a podnikatele ve filmovém průmyslu. Sehráli klíčovou roli v dějinách kinematografie a fotografie. Jako vynálezci kinematografu uskutečnili v roce 1895 v Paříži první veřejné filmové promítání.
Kromě filmu se oba bratři věnovali také jiným oborům, jako je zvuk, mechanika a lékařský výzkum. 

## Život
Bratři Lumièrové byli synové průmyslníka, malíře a fotografa Antoina Lumièra a Jeanne Joséphine Costilleové.  Rodiče se usadili v Besançonu  a jejich první dvě děti,  August a Louis,  se narodily v tomto městě. Chlapci měli ještě tři mladší sestry a bratra Édouarda. Roku 1870 se přestěhovali do Lyonu, kde otec provozoval  fotografickou dílnu. Bratři se  od dětství zajímali o fotografickou techniku a po absolvování  lyonského technického lycea  nastoupili do otcovy továrny. Mladší Louis se věnoval vývoji (už krátce po šestnáctých narozeninách přišel na nový typ fotografické desky), zatímco starší ze sourozenců Auguste měl talent spíš na vedení podniku. Prodej těchto fotografických desek přinesl rodině značné jmění. V roce 1882 Lumièrové mohli otevřít vlastní továrnu na fotografické desky, papíry a chemikálie na okraji Lyonu. Ta se v polovině 90. let stala největší fotografickou fabrikou v celé Evropě.

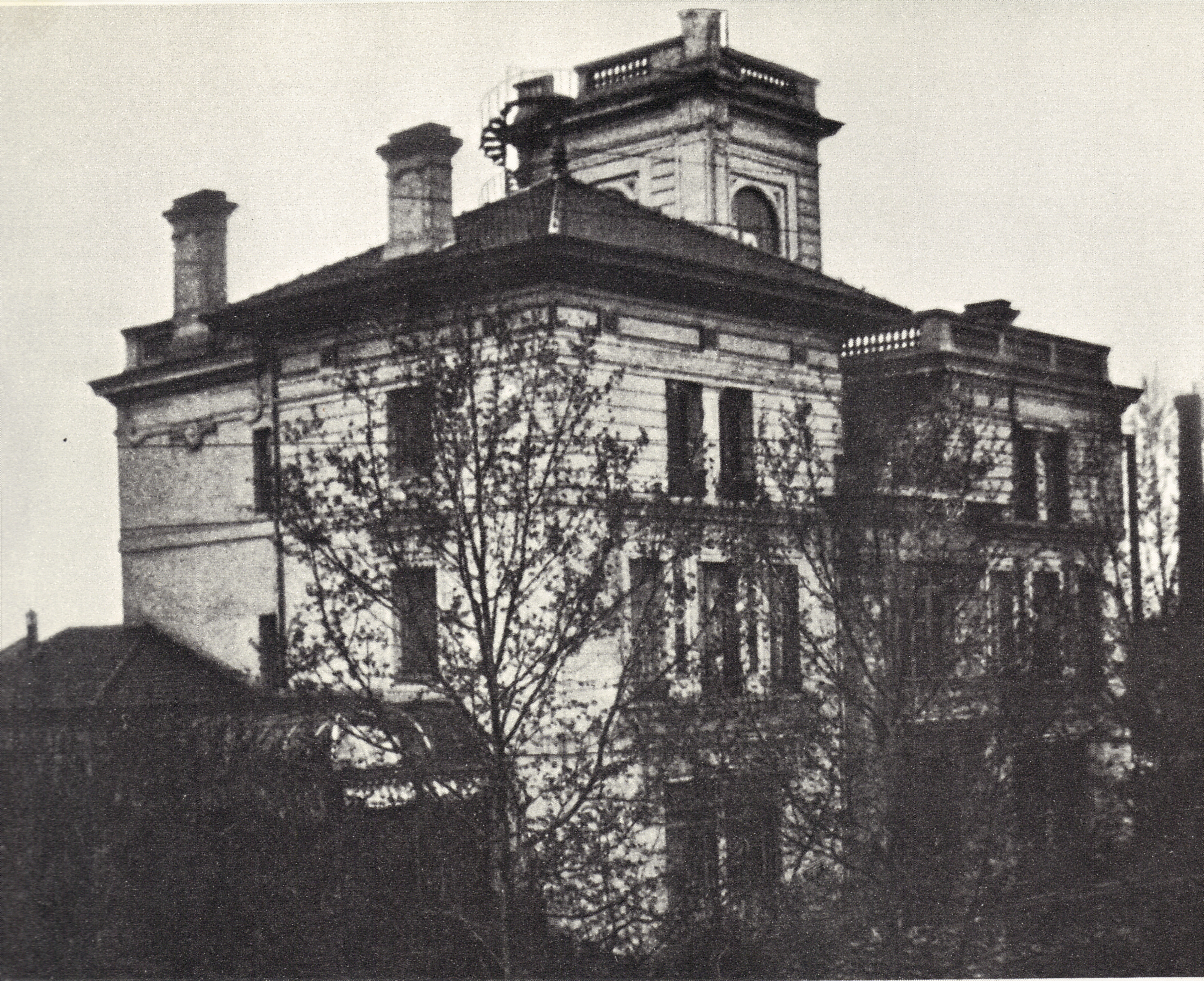
Vila bratří Lumièrů v Lyonu, která byla kolem roku 1970 zbourána

Věděli o  různých pokusech o zachycení pohybu na filmový pás,  v Paříži zhlédli novou atrakci – Edisonův kinetoskop. Když po svém otci převzali v roce 1892 továrnu, rozhodli se zaměřit své úsilí na zdokonalení filmovací techniky, která by umožnila  pohyblivý fotografický obraz promítnout na velké plátno. Smlouva mezi oběma bratry stanovila, že se budou rovnoměrně podílet na všech svých vynálezech a podnikatelských aktivitách. Až do roku 1918 byla veškerá  jejich práce podepsána dvěma křestními jmény.
Auguste Lumière se 31. srpna 1893 oženil s Marguerite Wincklerovou (1874-1963), jejíž sestra Rose (1868-1925) se v únoru téhož roku provdala za bratra Louise. Obě rodiny žily v jedné vile se společným schodištěm, které mělo po obou stranách stejné byty.

### Začátky kinematografie
Po řadě experimentů Louis Lumièr sestrojil v roce 1894 kinematograf – víceúčelové zařízení, které umožňovalo natáčet, kopírovat a promítat filmy na velké plátno.  Své první neveřejné filmové představení Lumièrové uskutečnili 22. března 1895. Šlo o  45 sekund dlouhý film Sortie de l'usine Lumière à Lyon (Dělníci odcházející z Lumièrovy továrny v Lyonu).  Potom začali natáčet další filmy.

Veřejně představili své filmy 28. prosince 1895, v pařížském Grand Café na bulváru Kapucínů. Divákům předvedli deset filmů – například Rodinnou snídani, Kováře, Koupání v moři.  Další den se  promítal také  proslulý Příjezd vlaku na nádraží La Ciotat, při kterém se zděšené publikum snažilo na poslední chvíli uskočit před hrozivě se blížící lokomotivou. Jako šestý v pořadí se na plátně objevil krátký inscenovaný skeč Pokropený kropič, který je považován za první hraný film ve filmových dějinách. Diváci byli desetiminutovým představením okouzleni a rychle šířili novinku o zázraku, jehož byli svědky. Roku 1897 otevřeli bratři v Paříži vůbec první kinosál na světě.

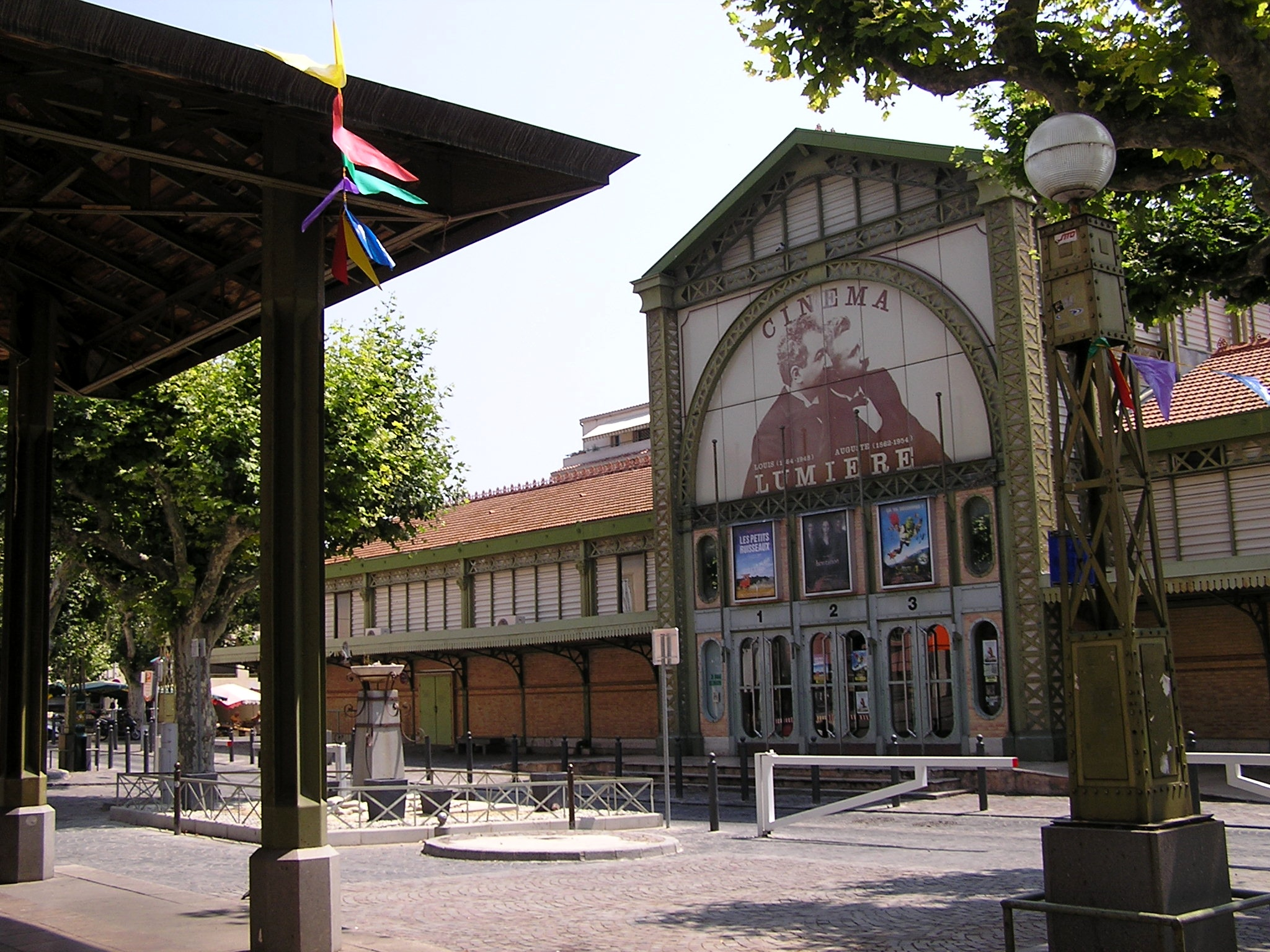
Kino bratří Lumièrů v Ciotatu (jižní Francie)

Přestože Max a Emil Skladanowští již o měsíc dříve (1. listopadu 1895 v Berlíně) uskutečnili promítání pro platící diváky, filmová historie udává jako první filmové představení právě promítání v Grand Café. Bratři Skladanowští totiž nepromítali pohyblivý film, ale pouze sadu diapozitivů s nepohyblivými obrázky, které prezentovali pomocí svého bioskopu. V témže roce předváděli své filmy ve Spojených státech amerických i Le Roy, Latham a synové, Armat a Jenkins. Šest měsíců po uvedení v prosinci 1895 zorganizovali Louis Minier a Louis Pupier v Robillard Building v Montrealu první promítání filmů v Americe s Lumièrovým kinematografem. Ve Spojených státech způsobilo představení Lumièrova kinematografu 18. června 1896 v New Yorku a následně i v dalších amerických městech senzaci, která vyvolala patentovou válku. Zahájil ji Edison, který v letech  1890–1895 se svým kinetografem natočil 148 filmů a  uplatňoval přednostní právo na svůj vynález. Pod tímto tlakem byli Lumièrové následujícího roku donuceni opustit americkou půdu.
Od prosince 1895 hráli bratři hlavní roli při zahájení filmové přehlídky, která byla předpokladem vzkvétajícího průmyslu. Kinematografii však považovali  pouze za technický vynález. Brali ji za hotovou věc, která se již nebude nijak vyvíjet. Jejich filmy můžeme označit jako shoty (z angličtiny slovo shot znamená snímek, záběr), protože nepracovali s velikostí záběrů ani se střihem. Jejich snímky byly z počátku pouze fotografií, na níž je zaznamenán pohyb. Na prvním veřejném promítání se byl podívat také Georges Méliès, který v kinematografii odhalil nové možnosti. Zatímco Lumiérové točili spíše dokumenty, které ukazují skutečnost, Méliès využil svých divadelních a kouzelnických zkušeností a vnesl do kinematografie efekty, filmové triky a hraný děj. Bratři si rychle uvědomili, jak cenné je natáčet malebné záběry po celém světě a ukazovat je pro projekci nebo je prodávat s kamerou. Z komerčních důvodů odmítli převést patenty na svůj vynález na Georgese Mélièse. Louis  Lumièr vytvořil skupinu operátorů,  které naučil pracovat s kinematografem a natáčeli krátké snímky s různou tematikou. Cestovali po Francii, Itálii, Španělsku. V roce 1896 natočili např. křesťanská svatá místa v Jeruzalémě nebo slavnostní korunovaci cara Mikuláše II. v Rusku. V letech 1895 až 1905  natočili více než 1400 snímků, z nichž se mnohé zachovaly dodnes.
Po počátečním zájmu kolem roku 1900  popularita filmu začala upadat. Bratři Lumièrové v roce 1905 přestali produkovat filmy, když pochopili, že kinematografie  není jen technická záležitost, ale vyžaduje  nové tvůrčí přístupy.  Pokračovali ve vývoji prvního praktického fotografického barevného procesu, Lumière Autochrome. 

### Fotografie

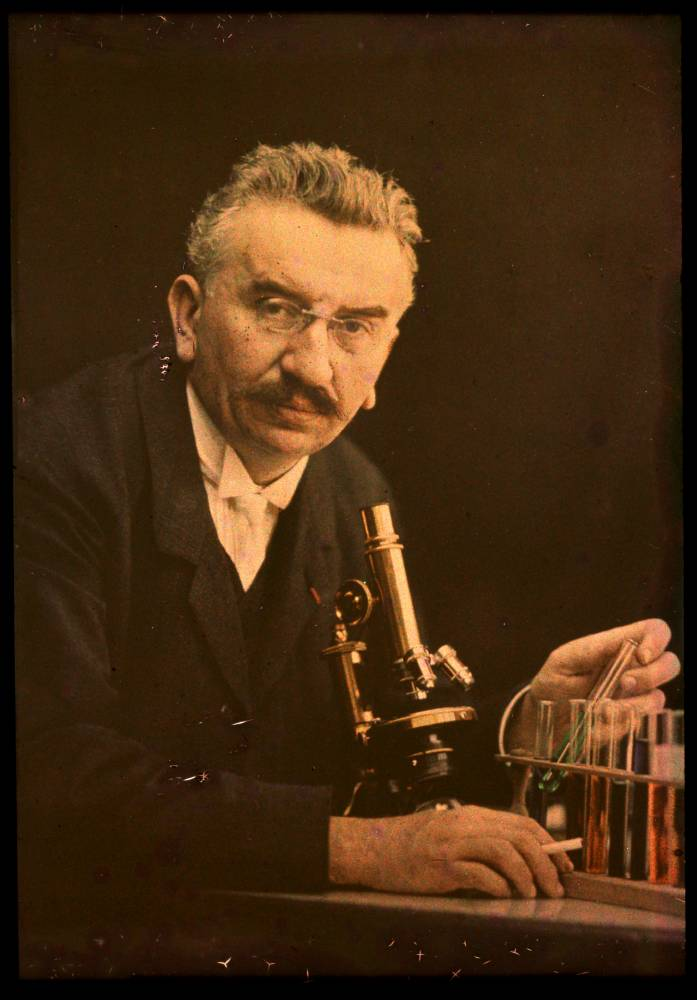
Na autochromové fotografii je Louis Lumiére s mikroskopem, ve kterém testuje zkumavky s barevným roztokem

Bratři Lumièrové v roce 1903 patentovali autochrom (autochrome Lumière znamená automaticky barevný). Jedná se o raný proces barevné fotografie, který byl komerčně vyráběný v letech 1907 až 1935. V této době byl nejrozšířenějším procesem barevné fotografie.
Autochrom je, podobně jako dnešní diapozitiv, barevná průsvitka. Skleněná deska je pokrytá barevnou mozaikou mikroskopických zrnek bramborového škrobu obarvených na oranžovou, zelenou a modrou barvu překrytých černobílou panchromatickou emulzí. Při expozici potom světlo proniká různobarevnými zrnky a po vyvolání do pozitivu tak vznikne barevný obraz. Černobílý obraz na emulzi totiž pozorujeme přes stejné barevné filtry, jako když byla exponována.
Původní autochromy se vyráběly potažením skleněné desky (většinou 13 × 18 cm) včelím voskem, do kterého se nalepila na jemno prosátá a obarvená zrníčka škrobu. U pozdějších desek byla navíc zrníčka zploštěna pomocí přístroje, který jehlou kroužil po desce a vytvořil tlak několika tun na centimetr čtvereční. Zabránilo se tím rozkladu světla plastickými zrníčky a zvýšil jas výsledného obrazu. Na tuto vrstvu byly strojem naneseny saze ucpávající mezery mezi zrníčky, které byly zakryty další vrstvou včelího vosku (šelaku), který chránil barevnou mozaiku. Po zaschnutí laku byla nanesena emulze.
Původní patent však popisuje proces trochu jinak: zrníčka jsou popisována jako červená, modrá a žlutá a místo sazí se zmiňují dvě vrstvy barevných zrníček, takže zrníčka vytvoří také oranžové, fialové a zelené filtry.
Autochromy překvapí krásným (i když ne úplně reálným) barevným pojetím a velkou stálostí. Mezi jeho hlavní nevýhody však patřila nízká citlivost, velké výrobní náklady, nereálné podání modré barvy a nemožnost kopírovat vzniklý obraz (každý autochrom je originálem).
V jednom období byl Louis  také prezidentem francouzské fotografické společnosti Société française de photographie.
Aparáty bratrům Lumièrovým stavěl technik a vynálezce Jules Carpentier.

### Pozdní období života
Po roce 1900 Auguste  ztratil zájem o kinematografii a soustředil se na problematiku zdravotnictví.  Na vlastní náklady nechal postavit  chemickou laboratoř, farmakodynamickou laboratoř a kliniku v Lyonu, všechny slavnostně otevřené v roce 1910 a v roce 1914 doplněné chemickou výzkumnou jednotkou. Laboratoře experimentální fyziologie a farmakodynamiky řídil sám až do  října 1940, kdy předal vedení své společnosti svému synovi Henrimu. 
V roce 1914 po vyhlášení první světové války byl August Lumière jako důstojník v záloze  přidělen ke zdravotní službě v Lyonu,  kde měl na starosti řízení rentgenového oddělení. Zabýval se možnostmi hojení ran a vynalezl obvaz na léčbu popálenin, který měl značný celosvětový úspěch.
Byl přijat za korespondenta Pařížské lékařské akademie v roce 1919, stal se dopisovatelem Akademie věd pro sekci lékařství a chirurgie v roce 1928 a spolu se svým bratrem byl přijat na Akademii věd, krásné literatury a umění v Lyonu. 

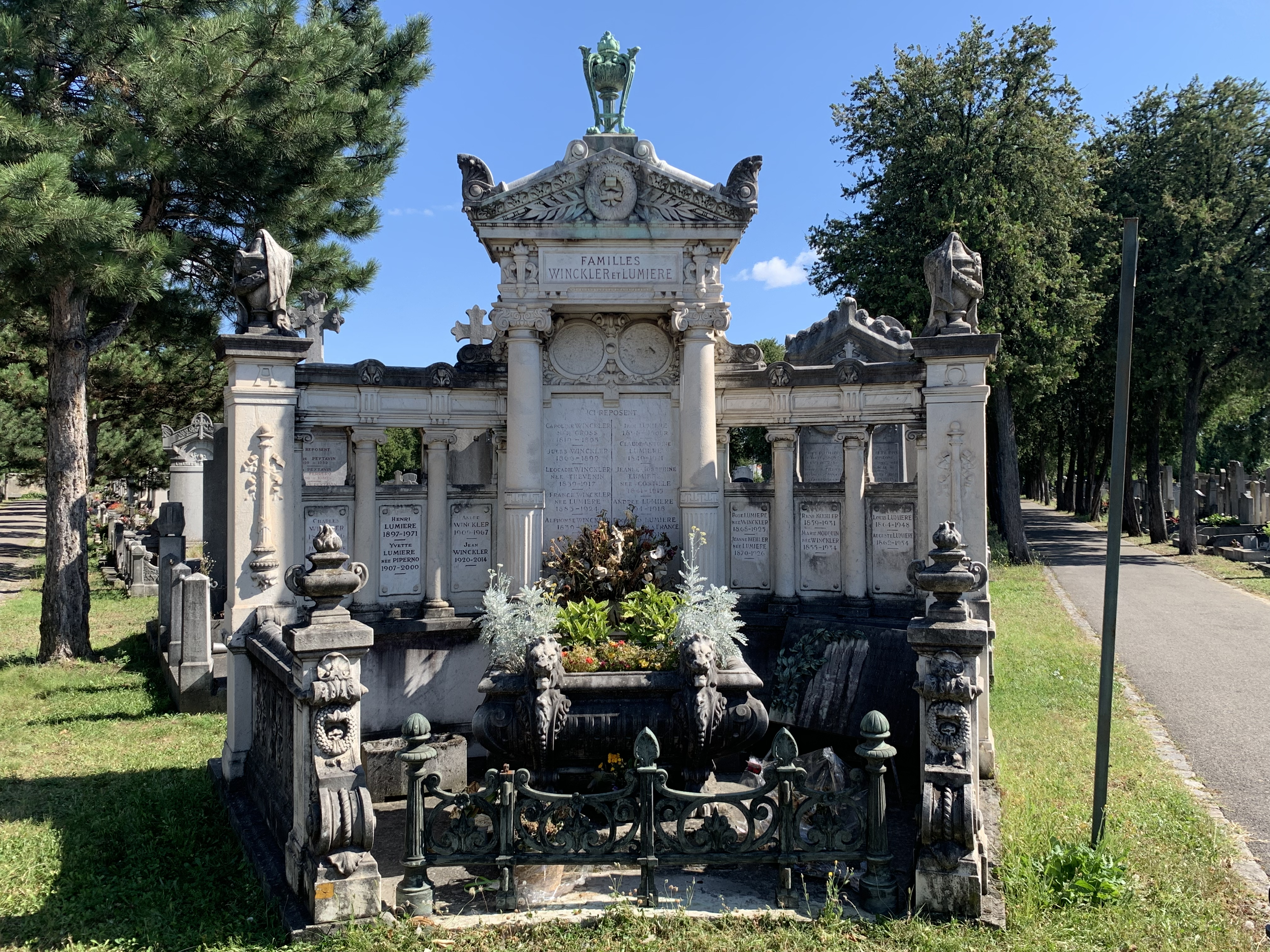
Hrobka bratří Lumièrů v Lyonu

Od roku 1893 do roku 1953 napsal Auguste Lumière 62 zásadních prací a 784 vědeckých publikací z oblasti farmakologie a medicíny. Věnoval dvacet let své výzkumné kariéry zdokonalování své koloidní teorie. V roce 1949 vydal knihu La maladie, cette grande inconnue (Nemoc, velká neznámá), ve které podrobně prezentuje šedesát pět vědeckých problémů objasněných jeho teorií koloidů,  která však byla vědeckou a lékařskou komunitou odmítnuta. 
Oba bratři se v roce 1940 vyjádřili na podporu  plánu vichistického režimu na spolupráci s Německem.  V roce 1941 byl August jmenován do městské rady v Lyonu, byl vyznamenán františkánským řádem stejně jako jeho bratr Louis.
Louis zemřel 6. června 1948, Auguste 10. dubna 1954. Bratři Lumièrové jsou pohřbeni v Lyonu na novém hřbitově La Guillotière. 
Dům jejich otce Antoina, který se nachází nedaleko jejich bývalých továren v Montplaisir v Lyonu, je nyní filmovým muzeem.
Sbírka 1405 děl vytvořených nebo připisovaných Louisovi a Augustovi Lumièrovým byla v roce 2005 prohlášena za Paměť světa.  Na jejich počest je pojmenován vrchol Lumière v Antarktidě.
V roce 2017 filmoví historikové Thierry Frémaux a Bertrand Tavernier vybrali a seřadili 108 krátkých snímků, které vytvořili bratři Louis a Auguste Lumièrové do dokumentu nazvaného  Lumière ! L’aventure commence (česky pod názvem Bratři Lumièrové).